# Yashbum
Yashbum (arapski: ياشمتسكع) ili Assaid je drevni grad na jugu Jemena, u unutrašnjosti muhafaze Šabve, nekoć je bio sjedište Šeikata Gornji Aulaki.
Yashbum ima brojne zgrade tipične jemenske arhitekture izgrađene od nepečene cigle, prava mala arhitektonska remek-djela, stara više stotina godina, koja svjedoče o autentičnosti grada. Danas su brojne zgrade, osobito one u središtu grada, napuštene i ne održavaju se, pa im prijeti uništenje.

## Zemljopisne osobine
Yashbum je smješten na visoravni 35 km jugoistočno od Ataqa, glavnog grada muhafaze Šabve. Grad leži na planinskom platou od 1400 n. m, skriven između tri planine; Hid Bin Radhi, Hid Mura'aeh i Al-Hid Burieh. Grad ima 2831 stanovnika, upravno je središte Wadi Yashbuma koji ima 15.000 stanovnika. Smješten je na brežuljku iznad dviju vadija Marbon s desne strane i Yaromeh s lijeve strane. Oba vadija na svom južnom kraju stapaju se s Wadi Arbahenom i Wadi Aimanahom koji se pak pružaju na jug do Arapskog mora.

## Povijest
Yashbum je bio sjedište malog Šeikata Gornji Aulaki, od kraja 19. stoljeća do 1967., koji je bio dio britanskog Protektorata Aden. Svu vlast u gradu imala je obitelj Aulaki (al-Awlaqi) koji su od šeici u gradu, Wadi Yashbumu i okolici od 18. stoljeća.

## Gospodarstvo
U ne tako davnoj prošlosti, stanovnici Yashbuma bavili su se stočarstvom (koze) i ratarstvom; pšenica, kukuruz i sezam. Danas su grad i okolica poznati po uzgoju agruma, krumpira, luka i pčelarstvu. Danas poljoprivreda proizvodnja nije tako velika, razlozi za to su uglavnom suša i nestašica podzemnih voda. Najveći dio obradive zemlje u cijelosti se navodnjava oborinskim vodama koje se skupljaju u malim akomulacijama i posle koriste tijekom cijele godine, ali to danas više nije dostatno. Stari podzemni kanali (tuneli) za navodnjavanje poput Al-Bawadhena je neporeciv 
dokaz da se ova metoda navodnjavanja koristi kroz stoljeća. Srmi kanal iskopan okomito kroz vapnenačke stijene do Wadi Marbona dug je 25 metara i 4 metra visok. Točno vrijeme izgradnje još uvijek nije utvrđeno, neki drže da je bar 200 godina star, dok drugi - osobito stariji kažu da je znatno stariji (ali neznaju koliko).
Danas stanovnike Yashbuma više brine stanje javnih zgrada i ustanova u njihovom gradu. Bolnica Gamal Abdul-Nasser, vladine zgrade, srednje i osnovne škole izgrađene su 1960-ih, i usprkos povremenim renovacijama u jadnom su stanju. 
Tijekom godina, nakon oslobođenja napravljeno je dosta toga u obrazovanju, zdravstvu, transportu, poljoprivredi, kao i na vodovodu i elektrifikaciji. Za potrebe poljoprivrede, izgrađena su umjetna jezera (rezervari) na Wadi Marbonu i Wadi Dhumarenu.